# Qaidam He
Der Qaidam He (auch Caidamu He, chinesisch 柴达木河, Pinyin Cháidámù Hé; engl. Tsaidam River) ist ein Fluss im Nordwesten der chinesischen Provinz Qinghai. 
Er entwässert die östlichsten Ausläufern des Kunlun Shan (hier Burhan Budai Shan) in das Qaidambecken. Seinen Namen hat er aufgrund der Sumpfgebiete entlang seinem Mittel- und Unterlauf bekommen, da tsa'i dam im Mongolischen und Tibetischen „Salzsumpf bzw. -sümpfe“ bezeichnet.